# Indals socken
Indals socken i Medelpad  ingår sedan 1974 i Sundsvalls kommun och motsvarar från 2016 Indals distrikt i Västernorrlands län.
Socknens areal är 310,70 kvadratkilometer, varav 291,20 land. År 2000 fanns här 1 907 invånare. Tätorten och kyrkbyn Indal med sockenkyrkan Indals kyrka ligger i socknen. 

## Administrativ historik
Indals socken har medeltida ursprung. 
Vid kommunreformen 1862 övergick socknens ansvar för de kyrkliga frågorna till Indals församling och för de borgerliga frågorna bildades Indals landskommun. Landskommunen inkorporerades 1952 i Indals-Lidens landskommun och uppgick 1974 i Sundsvalls kommun.
1 januari 2016 inrättades distriktet Indal, med samma omfattning som församlingen hade 1999/2000.  
Socknen har tillhört fögderier, tingslag och domsagor enligt vad som beskrivs i artikeln Medelpad.  De indelta båtsmännen tillhörde Första Norrlands andradels båtsmanskompani.

## Geografi
Indals socken ligger nordväst om Sundsvall, kring Indalsälven. Socknen har dalgångsbygd vid älven och är däromkring en kuperad höglänt sjörik skogsbygd med höjder som i nordost når 374 meter över havet, sjörik skogig kusttrakt.

## Fornlämningar
Från stenåldern har anträffats en hällkista, från järnåldern gravhögar. Norrlands största vikingatida silverskatt har påträffats vid Stige. I skogsmarkerna har man hittat cirka 40 fångstgropar.

## Namnet
Namnet (1344 Indal) innehåller i förleden ett äldre namn på Indalsälven. Efterleden är dal.

## Befolkningsutveckling
| Befolkningsutvecklingen i Indals socken 1750–1990                                                        | Befolkningsutvecklingen i Indals socken 1750–1990 | Befolkningsutvecklingen i Indals socken 1750–1990 | Befolkningsutvecklingen i Indals socken 1750–1990 | Befolkningsutvecklingen i Indals socken 1750–1990 |
| --- | ------------------------------------------------- | ------------------------------------------------- | ------------------------------------------------- | ------------------------------------------------- |
| |                                                   |                                                   |                                                   |                                                   |
| År |                                                   |                                                   | Folkmängd                                         |                                                   |
| 1750 | 1750                                              |                                                   | 675                                               |                                                   |
| 1760 | 1760                                              |                                                   | 735                                               |                                                   |
| 1769 | 1769                                              |                                                   | 781                                               |                                                   |
| 1780 | 1780                                              |                                                   | 873                                               |                                                   |
| 1790 | 1790                                              |                                                   | 985                                               |                                                   |
| 1800 | 1800                                              |                                                   | 1 087                                             |                                                   |
| 1810 | 1810                                              |                                                   | 1 218                                             |                                                   |
| 1820 | 1820                                              |                                                   | 1 357                                             |                                                   |
| 1830 | 1830                                              |                                                   | 1 757                                             |                                                   |
| 1840 | 1840                                              |                                                   | 1 705                                             |                                                   |
| 1850 | 1850                                              |                                                   | 1 870                                             |                                                   |
| 1860 | 1860                                              |                                                   | 2 230                                             |                                                   |
| 1870 | 1870                                              |                                                   | 2 356                                             |                                                   |
| 1880 | 1880                                              |                                                   | 2 566                                             |                                                   |
| 1890 | 1890                                              |                                                   | 2 643                                             |                                                   |
| 1900 | 1900                                              |                                                   | 2 615                                             |                                                   |
| 1910 | 1910                                              |                                                   | 2 669                                             |                                                   |
| 1920 | 1920                                              |                                                   | 2 774                                             |                                                   |
| 1930 | 1930                                              |                                                   | 2 581                                             |                                                   |
| 1940 | 1940                                              |                                                   | 2 391                                             |                                                   |
| 1950 | 1950                                              |                                                   | 2 127                                             |                                                   |
| 1960 | 1960                                              |                                                   | 1 950                                             |                                                   |
| 1970 | 1970                                              |                                                   | 1 636                                             |                                                   |
| 1980 | 1980                                              |                                                   | 1 996                                             |                                                   |
| 1990 | 1990                                              |                                                   | 2 055                                             |                                                   |
| Anm: Källor: Umeå universitet - Tabellverket 1749-1859, Demografiska databasen, CEDAR, Umeå universitet. |                                                   |                                                   |                                                   |                                                   |